# Lauromacromia flaviae
Lauromacromia flaviae är en trollsländeart som beskrevs av Machado 2002. Lauromacromia flaviae ingår i släktet Lauromacromia och familjen skimmertrollsländor. Inga underarter finns listade i Catalogue of Life.